# Bernardo Baraj
Bernardo Baraj (* 19. August 1944 in Bernal) ist ein argentinischer Jazzsaxophonist.

## Leben und Wirken
Baraj hatte als Kind Klavierunterricht, studierte dann Klarinette und wechselte schließlich zum Saxophon. Anfang der 1960er Jahre war er vier Jahre Mitglied der Rockgruppe Cueva de Pueyrredon, mit der er durch Chile, Paraguay und Bolivien tourte und mehrere Alben aufnahm.
Mit dem Trompeter Gustavo Bergalli, dem Bassisten Adalberto Cevasco und dem Schlagzeuger Néstor Astarita gründete er die Free-Jazz-Gruppe Cuarteto Buenos Aires. Mit der Big Band von Alberto Favero nahm er die Suite Trane auf, eine Hommage an den Saxophonisten John Coltrane.
1970 gründete Baraj die Fusion-Gruppe Alma y Viva (mit Alberto Hualde, Carlos Mellino, Carlos Villalba, Juan Barrueco und Mario Salvador). Mit der Gruppe entstanden bis 1976 fünf Alben. Daneben spielte er in Edelmiro Molinaris Band Color Humano und in Rodolfo Alchourrons Gruppe Sanata y Clarificación, mit der zwei Alben entstanden.
Nach Auftritten mit Litto Nebbia (Cuarteto Contemporáneo del Sur), Luis Alberto Spinetta (La Banda Spinetta) und Adriana Varela nahm er 1979 ein Album mit Rubén Rada und Jorge Navarro und 1980 mit Juan Barrueco das Tango-Album Nostalgias auf. Außerdem spielte er auf Dino Saluzzis Album Río Bermejo.
Am Teatro Colón wirkte er als Orchestermusiker an der Aufführung von Prokofjews Oper Romeo und Julia mit. 1985 gründete er ein Trio mit Lito Vitale und Lucho González, mit dem er beim Festival de Cosquín 1986 vor 10.000 Zuhörern auftrat und dessen erstes Album El Trío
etwa 35.000 Mal verkauft wurde.
1991 gründete Baraj ein Quintett mit Mariana Baraj, Marcelo Baraj, Gustavo Liamgot und Miguel Cichietti, mit dem er drei Alben einspielte. Seit den 1990er Jahren widmete er sich verstärkt Theaterprojekten. So trat er mit der Gruppe Tango x 2 am Teatro San Martín, bei der Weltausstellung 1992 in Sevilla und beim Festival Cervantino in Mexiko auf. Unter Leitung von Leonor Manso nahm er mit seinem Quintett am Programm Espejos y Laberintos zu Ehren von Jorge Luis Borges teil. An Manuel Callaus Stück Aquemarropa beteiligte er sich auch als Schauspieler. Für die Originalkompositionen zu María Pilottis Dokumentarfilm 1977, Casa Tomada wurde er beim Filmfestival von Santa Fé ausgezeichnet.
Mit der Sängerin Adriana Varela trat Baraj in Spanien, Frankreich, Portugal, England, Italien, Chile und Uruguay auf; weiterhin begleitete er auch die Sängerin Susana Rinaldi. 2002 nahm er als Solist an der Japantournee Tango Argentino en Okinawa 2002 teil. 2005 beteiligte er sich als Multiinstrumentalist, Sänger und Tänzer an Mirta Braylans Show Desde el Alma.

## Diskographie
- Alma y Vida, 1971
- Alma y Vida, volumen 2, 1972
- Del gemido de un gorrión, 1973
- Alma y Vida, volumen 3, 1973
- Alma y vida, volumen 4, 1974
- Alma y vida, volumen 5, 1976
- Baraj-Barrueco
- Nostalgias, 1980
- Dino Saluzzi: Río Bermejo
- Baraj/Vitale/González: El Trio, 1985
- Baraj/Vitale/González, 1986
- Bernardo Baraj Quinteto, 1991
- Almita, 1995
- Milonga Borgeana (Hommage an Jorge Luis Borges)
- Tangueando (mit Alfredo Remus und Juanjo Hermida), 2004